# Попрыгунчики
«Попрыгу́нчики» (также известна как «Живые покойники») — преступная группировка, совершавшая разбойные нападения в 1918—20 годах в Петрограде. В тёмное время суток преступники, одетые в белые саваны и колпаки, нападали на одиноких прохожих. После оказанного психологического давления преступники грабили беспомощную жертву. Своё название бандиты получили от манеры нападать на жертв прыжками (выпрыгивали из-за заборов, окон первого этажа и т. д.), причём «попрыгунчики» использовали особые пружины, прикреплённые на обувь, а также ходули. Руководил бандой «попрыгунчиков» некий Иван Бальгаузен — уголовник, имевший криминальный стаж ещё до революции; численность группировки достигала двадцати человек, а число известных эпизодов разбойного нападения превышало сотню. Весной 1920 года банда была арестована, сам Бальгаузен и один из его товарищей — расстреляны, а большинство участников банды отправлено в лагеря.

## История
После революции 1917 года в стране начался рост преступных движений, что способствовало созданию в 1918 году в городе Петроград преступной группировки под названием «Попрыгунчики». Лидером группировки стал Иван Бальгаузен, он же Ванька Живой Труп, имевший ещё дореволюционное криминальное прошлое. При подготовке к преступлениям жестянщик Демидов, приятель Бальгаузена, соорудил ходули и крепящиеся к обуви пружины, а его любовница Мария Полевая (она же Манька Солёная) сшила белые саваны.
С 1918 года банда, в которую в разные времена входило до двадцати человек, совершила более сотни зарегистрированных разбойных нападений. Весной 1920 года в милиции был разработан план поимки преступников: переодевшись в гражданскую одежду, сотрудники милиции передвигались по районам грабежей банды и при общении с другими гражданами рассказывали о своём богатом материальном положении. Когда члены банды, узнав о слухах, совершили нападение на переодетых милиционеров, то были арестованы. После ареста милиция изъяла из дома, где преступники хранили награбленное, отобранную у горожан одежду и драгоценности. По решению суда Бальгаузена и его приятеля, соорудившего ходули и пружины, расстреляли.

## В культуре
Деятельность «попрыгунчиков» была сильно преувеличена в городском и сельском фольклоре того времени; в одних рассказах они представали как преступники, использующие народные суеверия, в других — как действительные покойники и привидения. Слухи о «попрыгунчиках» оказали влияние на более поздний городской (в том числе детский) фольклор, рассказывающий о привидениях, аномальных явлениях и т. п.
- Одно из самых первых упоминаний о «попрыгунчиках» встречается в романе А. М. Ремизова «Взвихренная Русь» 1927 года.
- «Живые покойники» упомянуты в повести Григория Белых и Л. Пантелеева «Республика ШКИД».
- «Попрыгунчики» упоминаются в романе Алексея Толстого «Хождение по мукам».
- В книге Чуковского «От двух до пяти» упоминается небольшая пародийная былина «Бой пружинок с Васькой Сапожниковым», созданная в 1919 году 8-летним мальчиком по мотивам происходивших событий.
- Также они упоминаются в романе К. К. Вагинова «Гарпагониана» (1933).
- Наибольшую «литературную» известность «попрыгунчики» как персонажи городского фольклора получили благодаря повести А. Н. Рыбакова «Кортик» (1948).
- Попрыгунчики (Фильм 1) «Господа-товарищи» — российский телевизионный сериал.

## «Попрыгунчики» в кино
В советском фильме «Кортик» мальчик упоминает в рассказе банду «попрыгунчиков». Банда на ходулях упоминается в фильме «Женитьба Бальзаминова» (1964). «Попрыгунчики» фигурируют также в одном из эпизодов фильма «Достояние республики» (1971), а также телесериале-экранизации «Хождение по мукам» (1977). Подражатели «попрыгунчиков» действуют в телесериале «МУР (Третий фронт)» (2012). Делу «Попрыгунчиков» и их подражателей посвящены первые две серии сериала «Господа-товарищи» (2014), где Бальгаузена сыграл Сергей Угрюмов. Образ «попрыгунчиков» также используется в сериале «Мурка» (2017).